# 新川縣
新川縣（日语：〔〕／ Niikawa-ken */?）是日本於1871年至1876年期間曾經設立的行政區劃，縣廳設於新川郡富山城原址（位於現在的富山市），其管轄範圍包括過去明治維新以前的越中國全部地區，亦與現在的富山縣轄區相同；於1876年遭到廢除，廢除後轄區被併入石川縣。

## 歷史

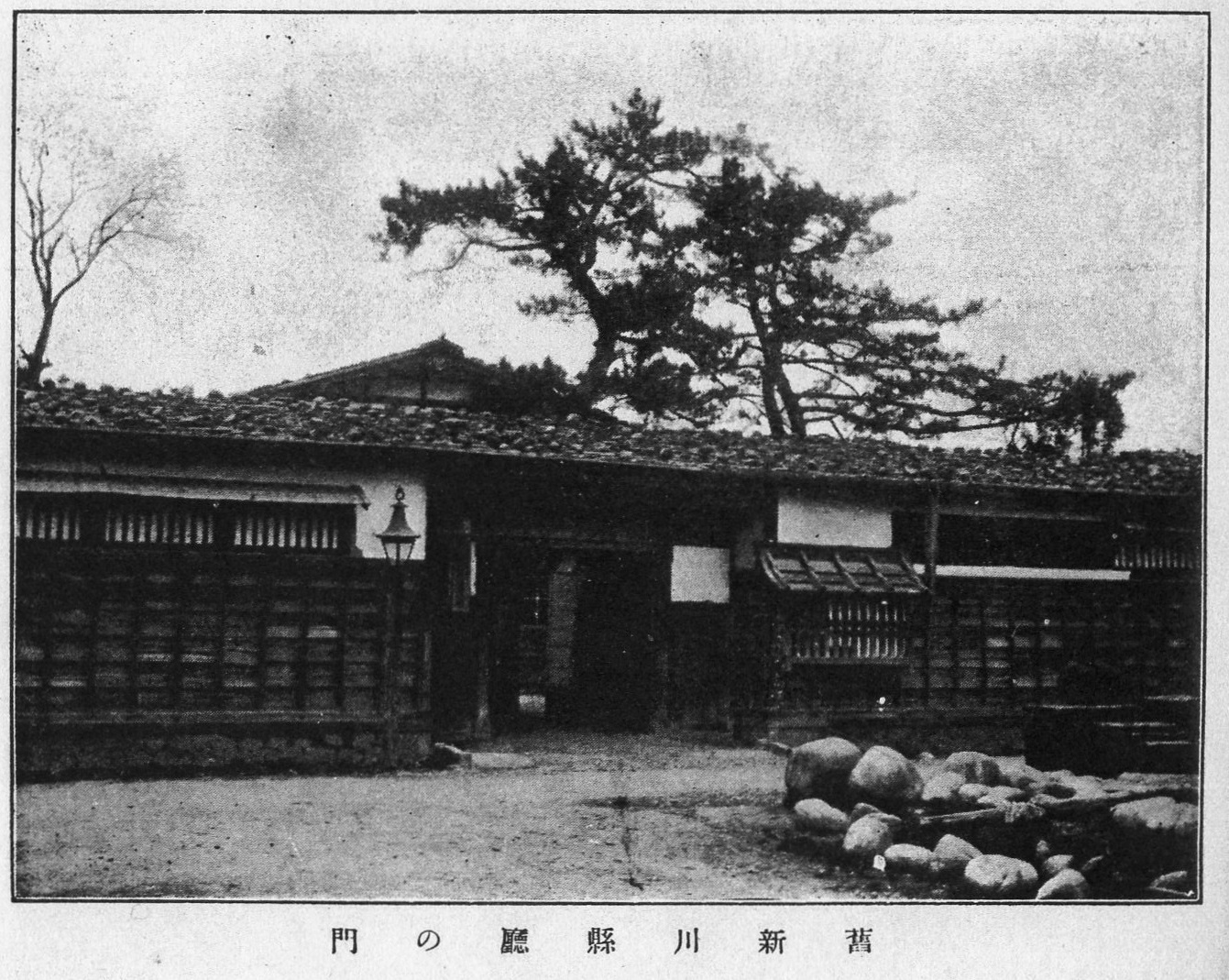
最初設在新川郡魚津町的新川縣縣廳

1871年日本實施廢藩置縣，越中國內過去原屬加賀藩和富山藩的地區分別改隸屬金澤縣和富山縣；同年底日本進行第一次府縣整併時，將位於過去越中國的婦負郡、新川郡、礪波郡三郡區域整併設立新縣，由於新縣的縣廳最初設在新川郡魚津町的舊加賀藩郡代役所，因此便以縣廳所在的新川郡將新縣命名為新川縣。在當時，過去同屬於越中國的射水郡則是被劃入以能登國為主的七尾縣，直到1872年七尾縣遭到廢除後，射水郡才改劃入新川縣，此後新川縣的轄區即與過去的越中國相同。
1873年新川縣的縣廳遷至位於富山的富山城原址。
1876年日本政府進行第二次府縣整併，新川縣在此時被廢除，轄區被併入石川縣。
本地居民在被併入石川縣後，即開始推動自石川縣分出獨立設縣，最終在1883年過去原屬新川縣的區域再度自石川縣分出，新縣則是以縣廳所在地的「富山」為名，成為富山縣。

## 歴任知事
| 職稱       | 姓名     | 上任日期       | 卸任日期       | 備註                             |
| ---------- | -------- | -------------- | -------------- | -------------------------------- |
| 參事       | 坂田莠   | 1871年11月20日 | 1871年12月18日 | 前高崎縣權大參事、原高鍋藩藩士   |
| 參事       | 三吉周亮 | 1871年12月18日 | 1873年5月29日  | 前宇都宮縣參事、原長府藩次席家老 |
| 權令       | 山田秀典 | 1873年11月4日  | 1875年12月9日  | 前內務省官僚、原熊本藩藩士       |
| 縣令       | 山田秀典 | 1875年12月9日  | 1876年4月18日  |                                  |
| 參考資料： |          |                |                |                                  |

## 備註
1. ↑  於1871年由原富山藩改設而成的富山縣，與現在於1883年成立至今的富山縣沒有直接關係。
2. ↑  與在1871年由富山藩改設而成的富山縣沒有直接關係。